# Steven Hall
Steven Hall (geboren in 1975 in Derbyshire) is een Brits auteur. Hij heeft enkele toneelstukken geschreven, muziekclips, conceptual art pieces en korte verhalen. Bovendien schreef hij in 2007 de roman The Raw Shark Texts (vertaald als Gehaaid).